# Alto (Georgia)
Alto è una città degli Stati Uniti d'America, situata in Georgia, divisa tra la Contea di Habersham e la Contea di Banks.